# Grande furacão de 1780
O Grande Furacão de 1780 foi o furacão mais mortífero do Atlântico já registrado, bem como o ciclone tropical mais mortífero do Hemisfério Ocidental. Estima-se que 22 000 pessoas morreram nas Pequenas Antilhas quando a tempestade passou pelas ilhas de 10 a 16 de outubro Detalhes sobre a trajetória e força do furacão são desconhecidos, já que o banco de dados oficial de furacões no Atlântico remonta apenas a 1851.
O furacão atingiu Barbados provavelmente como um furacão de categoria 5, com pelo menos uma estimativa de ventos de até 320 km/h (200 mph) (maior do que qualquer outro registrado na história da bacia do Atlântico) antes de passar por Martinica, Santa Lúcia e Santo Eustáquio, causando milhares de mortes nessas ilhas. Chegando no meio da Revolução Americana, a tempestade causou pesadas perdas à frota britânica que disputava o controle da área, enfraquecendo amplamente o controle britânico sobre o Atlântico. O furacão passou mais tarde perto de Porto Rico e sobre a porção leste de Hispaniola, causando grandes danos perto da costa. Em última análise, virou-se para o nordeste e foi observado pela última vez em 20 de outubro a sudeste do Canadá Atlântico.
O número de mortos do Grande Furacão sozinho excede o de muitas décadas inteiras de furacões no Atlântico. As estimativas são ligeiramente mais altas do que para o furacão Mitch, a segunda tempestade mais mortal do Atlântico, para a qual os números provavelmente são mais precisos. O furacão fez parte da desastrosa temporada de furacões no Atlântico de 1780, com duas outras tempestades mortais ocorrendo em outubro.

## História meteorológica

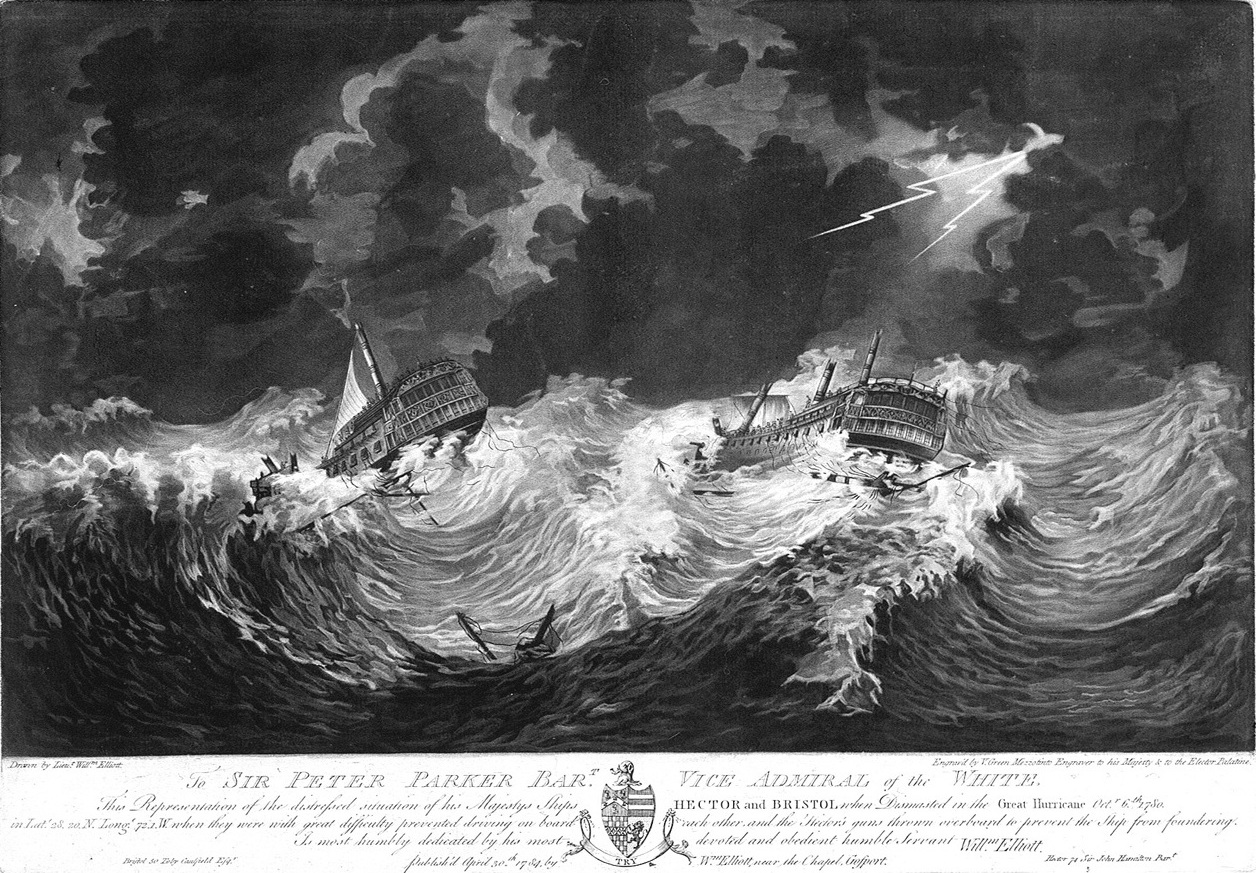
Os navios ingleses Hector e Bristol em perigo durante o grande furacão de 1780.

Este furacão foi encontrado pela primeira vez por um barco no leste do Mar do Caribe, mas pode ter se desenvolvido no início de outubro no leste do Oceano Atlântico, nas ilhas de Cabo Verde. O sistema finalmente se fortaleceu e se expandiu enquanto seguia lentamente para o oeste; afetando Barbados no final de 9 de outubro. No final de 10 de outubro, o pior do furacão passou pela ilha, com pelo menos uma estimativa de ventos de até 320 km/h (200 mph) durante o landfall, que é maior do que qualquer outra velocidade de vento sustentada de 1 minuto na história registrada da bacia do Atlântico. No início de 11 de outubro, o furacão virou norte-noroeste cerca de 90 km a leste de Santa Lúcia, e mais tarde naquela noite aproximou-se da ilha da Martinica. O ciclone enfraqueceu gradualmente ao passar para o sudoeste de Dominica no início de 12 de outubro e, posteriormente, atingiu a ilha de Guadalupe.
Depois de atingir Guadalupe, o furacão virou oeste-noroeste, passando cerca de 145 km a sudoeste de Saint Kitts. O furacão aproximou-se constantemente de Porto Rico enquanto se aproximava da costa sul e, em 14 de outubro, fez seu ponto de aproximação mais próximo, na parte sudoeste da ilha. Posteriormente, virou para o noroeste, passando pela Passagem de Mona antes de atingir a costa perto da atual província de Samaná, na República Dominicana. No final do dia 15 de outubro, atingiu o Oceano Atlântico e depois de passar cerca de 260 km a leste da Ilha Grand Turk; estima-se que tenha recurvado para o nordeste. O furacão passou 240 km a sudeste das Bermudas em 18 de outubro e foi observado pela última vez dois dias depois, cerca de 475 km sudeste de Cape Race, Newfoundland, Canadá.

Em 19 de outubro, ventos fortes e marés altas foram relatados na província britânica de East Florida (a porção nordeste da atual Flórida). Christopher W. Landsea e Al Sandrik, funcionários da NOAA, escrevem que é possível que o furacão tenha passado muito mais perto da província do que se pensava anteriormente. Outra possibilidade considerada foi a extensão de um furacão no oeste do Mar do Caribe. Devido à falta de dados, a trajetória exata do Grande Furacão é desconhecida.

## Impacto
As estimativas do número de mortos do furacão variam de 22 000 a cerca de 28 500, tornando-o o furacão mais mortal na história registrada da bacia de furacões do Atlântico.

### Ilhas britânicas
Cerca de 4 500 pessoas morreram em Barbados. O furacão começou a afetar a ilha com chuvas no final de 9 de outubro. Os navios na baía romperam as amarras por volta das 16h do dia 10 de outubro, e o impacto total ocorreu por volta das 6h da tarde. O furacão produziu ventos violentos "tão ensurdecedores que as pessoas não conseguiam ouvir suas próprias vozes".

... um terrível furacão que começou a assolar com grande fúria ao meio-dia [dia 10] e continuar com grande violência até às quatro horas da manhã seguinte, dia 11; às 20h a casa paroquial de São Tomás foi demolida e a igreja onde o reitor e a sua família procuraram abrigo começou a cair cerca de duas horas depois, a capela-mor caiu enquanto a família estava na Igreja... As Igrejas de St. Thomas Chapel, St.Michael's, St. George's, Christchurch e St. Lucy foram totalmente destruídas, as outras igrejas foram gravemente 'feridas' (exceto St. Peter's e St. Philip's). Por causa da demolição da igreja paroquial e da Capela[,] 'divine services' continuou na 'boiling house' na propriedade 'Rock Hall' de Thomas Harper pelo Rev WM Duke e pelo curador Hugh Austin de St Thomas. A maioria dos outros edifícios e obras foram destruídos e muitas vidas foram perdidas. Os mortos não podiam ser levados a uma igreja, por isso eram enterrados em jardins e terrenos privados.
O furacão arrancou a casca das árvores e não deixou nenhuma em pé em Barbados. O meteorologista cubano José Carlos Millás estimou que esses danos só poderiam ser causados por ventos superiores a 200 mph (320 km/h). Todas as casas e fortes em Barbados foram destruídos. De acordo com o almirante britânico George Brydges Rodney, os ventos levaram seus pesados canhões a 30 m (100 ft).
As direções do vento registradas durante o furacão sugerem que o olho errou Barbados ao norte. Os ventos de noroeste aumentaram durante o dia 10 de outubro. O vento gradualmente voltou para oeste durante a noite de 10 de outubro e atingiu o pico à meia-noite. A velocidade do vento voltou ao normal por volta das 8h da manhã de 11 de outubro.
Ventos fortes afetaram Antígua e São Cristóvão, com muitos navios em São Cristóvão levados à costa. Em Granada, dezenove navios holandeses naufragaram.
Mais tarde, o furacão imobilizou 50 navios perto das Bermudas.
| Furacões mais mortais no Atlântico | Furacões mais mortais no Atlântico | Furacões mais mortais no Atlântico | Furacões mais mortais no Atlântico |
| Posição                            | Furacão                            | Temporada                          | Fatalidades                        |
| ---------------------------------- | ---------------------------------- | ---------------------------------- | ---------------------------------- |
| 1                                  | ? "Grande Furacão"                 | 1780                               | 22,000–27,501                      |
| 2                                  | 5 Mitch                            | 1998                               | 11,374+                            |
| 3                                  | 2 Fifi                             | 1974                               | 8,210–10,000                       |
| 4                                  | 4 "Galveston"                      | 1900                               | 8,000–12,000                       |
| 5                                  | 4 Flora                            | 1963                               | 7,193                              |
| 6                                  | ? "Pointe-à-Pitre"                 | 1776                               | 6,000+                             |
| 7                                  | 5 "Okeechobee"                     | 1928                               | 4,112+                             |
| 8                                  | ? "Newfoundland"                   | 1775                               | 4,000–4,163                        |
| 9                                  | 3 "Monterrey"                      | 1909                               | 4,000                              |
| 10                                 | 4 "San Ciriaco"                    | 1899                               | 3,855                              |

### Ilhas francesas
O furacão produziu uma 7,6 m (25 ft) tempestade na Martinica, destruindo todas as casas em Saint-Pierre e causando 9 000 mortes. Uma tempestade também atingiu a costa sul de Guadalupe e causou danos consideráveis.
Em São Vicente, o furacão destruiu 584 das 600 casas de Kingstown.
Em Santa Lúcia, ondas fortes e uma forte maré de tempestade atingiram a frota do almirante Rodney em Port Castries, com um navio destruindo o hospital da cidade após ser erguido em cima dele. O furacão destruiu todas as casas em Port Castries, exceto duas, e cerca de 6 000 morreram na ilha.
Ventos fortes, chuvas fortes e tempestades causaram graves danos em Roseau, na Dominica.

O procurador-geral de Guadalupe escreve:
O vendaval que aconteceu no dia 12 de outubro foi talvez o mais forte já conhecido. Barbados sofreu incrivelmente, 6.500 almas pereceram. Tobago destruiu, Granadas, São Vicente, Santa Lúcia, Martinica, sofreram mais do que qualquer pessoa pode conceber. St. Kitts e Eustatia, não escaparam sem danos: esta ilha apenas sentiu.

### Ilhas holandesas

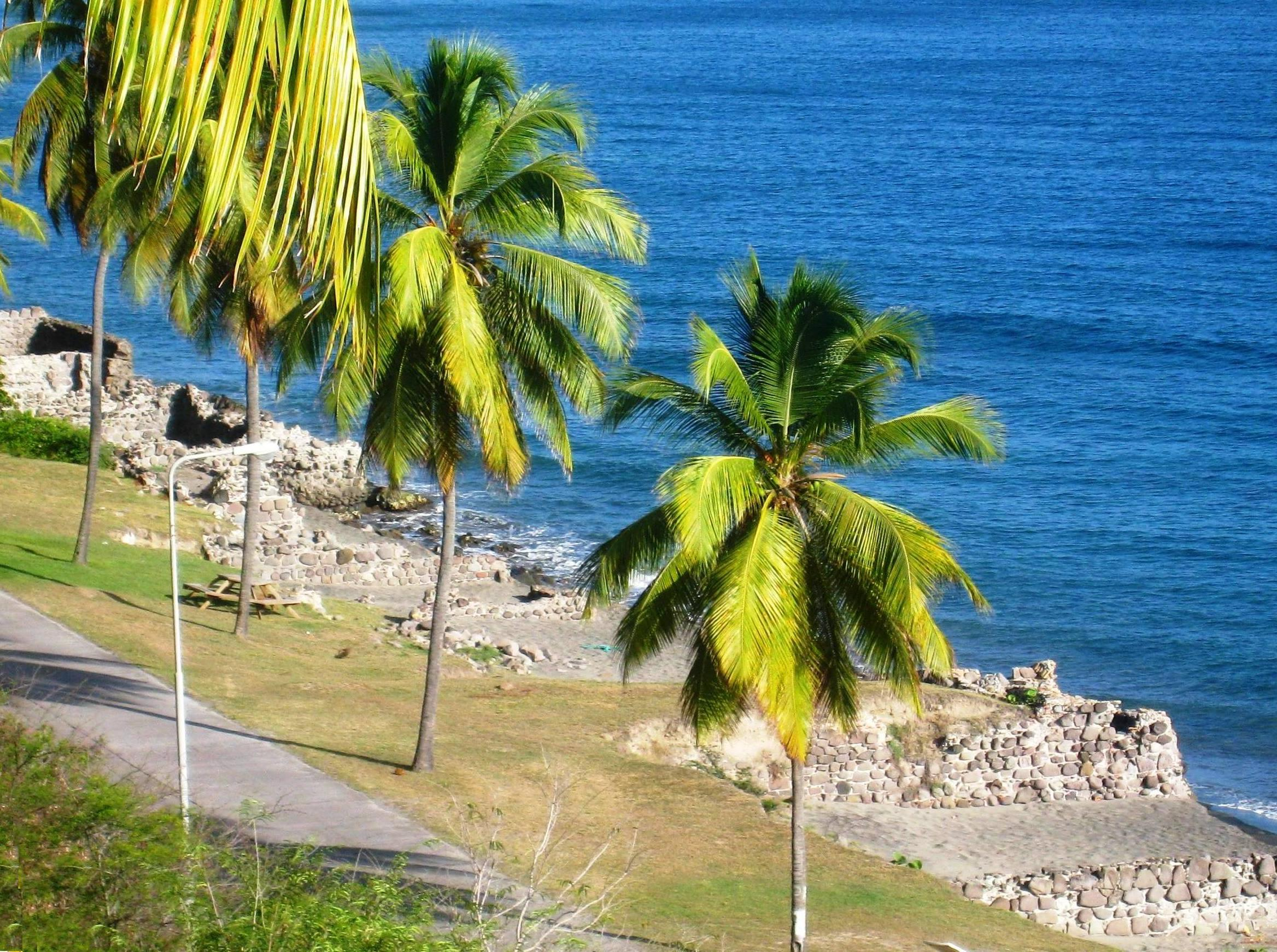
Armazéns na praia de Santo Eustáquio foram danificados pelo furacão.

Um oficial marítimo holandês estava em um navio que explodiu de Sint Eustatius para a Martinica. Quando voltou a Sint Eustatius, relatou os danos em Saint-Pierre, Martinica, São Vicente e Santa Lúcia. Ele, o autor escreve em sua carta:
Há pouco tempo agradou ao Senhor Todo-Poderoso mostrar-nos o seu poder. Aqui tivemos de 12 a 22 de outubro deste ano um vento muito forte e um mar forte que arruinou muitas casas e armazéns, sim, muitos navios naufragaram e muitas pessoas morreram. A parede foi completamente arrastada pelo mar e a parte de trás da casa foi deixada apenas em escoras simples, sim, era tão pesado que o mar passou por cima de nossa casa, mas podemos agradecer ao Senhor por sua misericórdia por termos saído tão bem.
Ele não mencionou um número dramático de mortes na ilha. Ele também disse que a situação lá não era tão ruim quanto nas ilhas francesas e inglesas.

### Ilhas espanholas
Grandes danos foram relatados no sul de Porto Rico, principalmente em Cabo Rojo e Lajas. Danos graves também ocorreram na região leste da Capitania Geral de Santo Domingo.

### Perdas pela Marinha RealBritânica

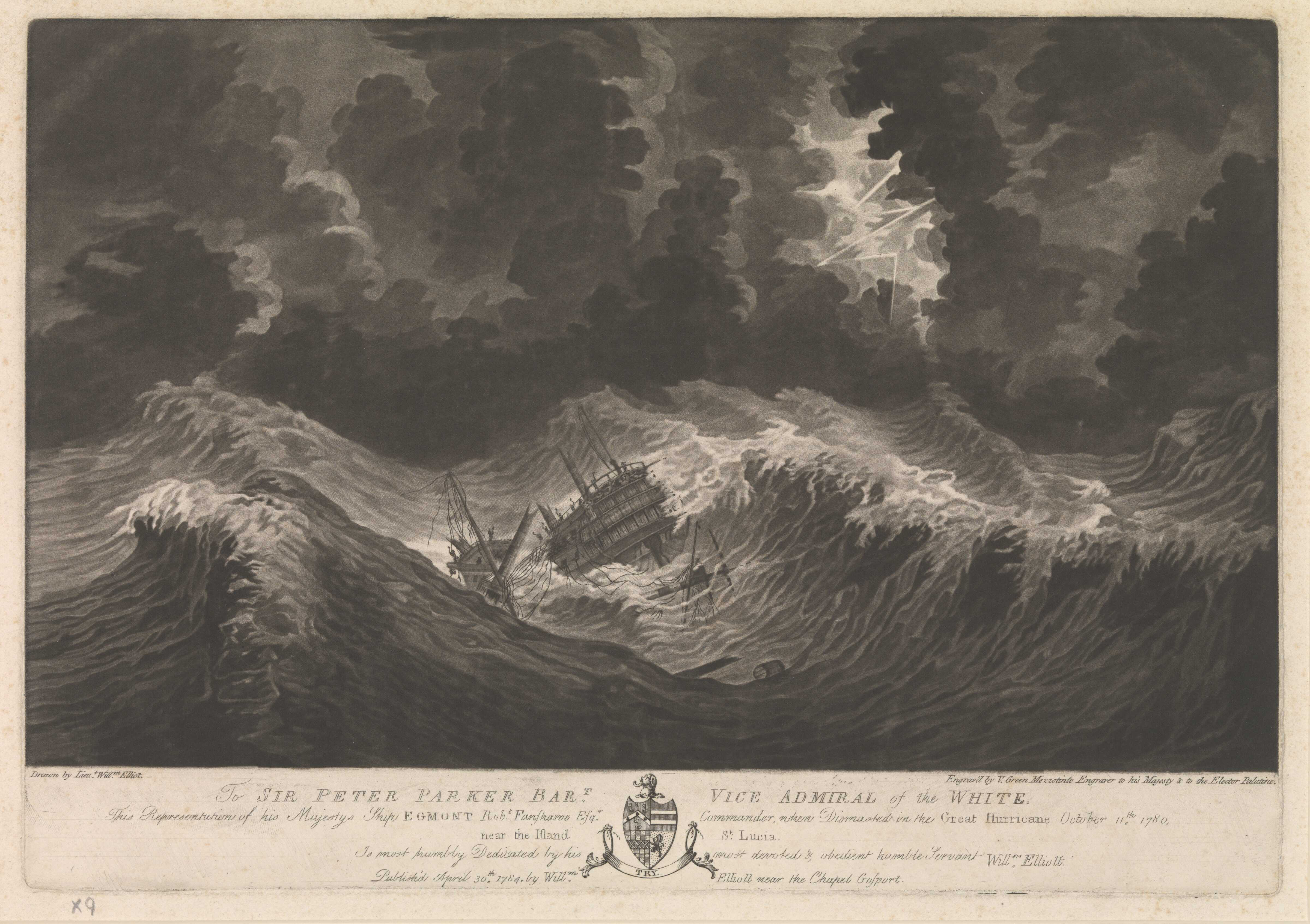
HMS Egmont, quando desmamado em 11 de outubro perto da Ilha de Santa Lúcia

Entre os navios perdidos da frota de Rodney estavam as fragatas HMS Phoenix, que naufragou na costa cubana, e o HMS Blanche, que desapareceu sem deixar vestígios. As fragatas de sexta categoria HMS Andromeda e HMS Laurel naufragaram na Martinica com grande perda de vidas. De longe, as piores perdas na frota britânica, no entanto, foram sob o comando do vice-almirante Peter Parker e do contra-almirante Joshua Rowley. Na época do furacão, Rowley estava na costa de Nova York com uma parte da frota, incluindo o HMS Sandwich, enquanto Parker estava em Port Royal, Jamaica. Muitos de seus navios, no entanto, estavam no caminho do furacão. HMS Thunderer, HMS Stirling Castle, HMS Scarborough, HMS Barbados, HMS Deal Castle, HMS Victor e HMS Endeavour foram perdidos, entre outros, e quase todas as suas tripulações morreram. Sete outros navios foram desmamados.:58

### Perdas pela marinha francesa
Uma frota de 40 navios franceses envolvidos na Guerra Revolucionária Americana foi atingida na Martinica durante o furacão. Várias centenas de soldados e cerca de 9 000 civis morreram; no entanto, a única perda dos militares franceses foi a fragata Junon.:114

## Nome
A tempestade foi chamada de furacão San Calixto em Porto Rico porque o olho do ciclone atingiu a costa lá em 14 de outubro, dia da festa cristã do Papa Calixto I, venerado pela Igreja Católica Romana como São Calixto ("San Calixto" em espanhol).  Desde a chegada dos europeus às Américas em 1492, todas as tempestades e furacões receberam o nome do santo do dia em que a tempestade atingiu Porto Rico; por exemplo, o furacão San Narciso de 1867, o furacão San Ciriaco de 1899, o furacão San Felipe de 1928 e o furacão San Ciprian de 1932 receberam o nome do dia da festa em que ocorreram.
Em 1953, o United States Weather Bureau (agora o Serviço Nacional de Meteorologia) começou a nomear furacões por nomes humanos femininos até 1978, quando ambos os nomes de gênero começaram a ser usados depois que o controle sobre a nomenclatura foi cedido à Organização Meteorológica Mundial. No entanto, foi apenas em 1960 que os furacões deixaram de receber oficialmente nomes de santos em Porto Rico; os únicos dois ciclones que já tiveram um nome oficial de mulher e um nome informal de santo foram o furacão Betsy (Santa Clara, 12 de agosto de 1956) e o furacão Donna (San Lorenzo, 5 de setembro de 1960).